# Gnathophylloides mineri
Gnathophylloides mineri is een garnalensoort uit de familie van de Gnathophyllidae. De wetenschappelijke naam van de soort is voor het eerst geldig gepubliceerd in 1933 door Schmitt.